# Johann Christoph Pepusch

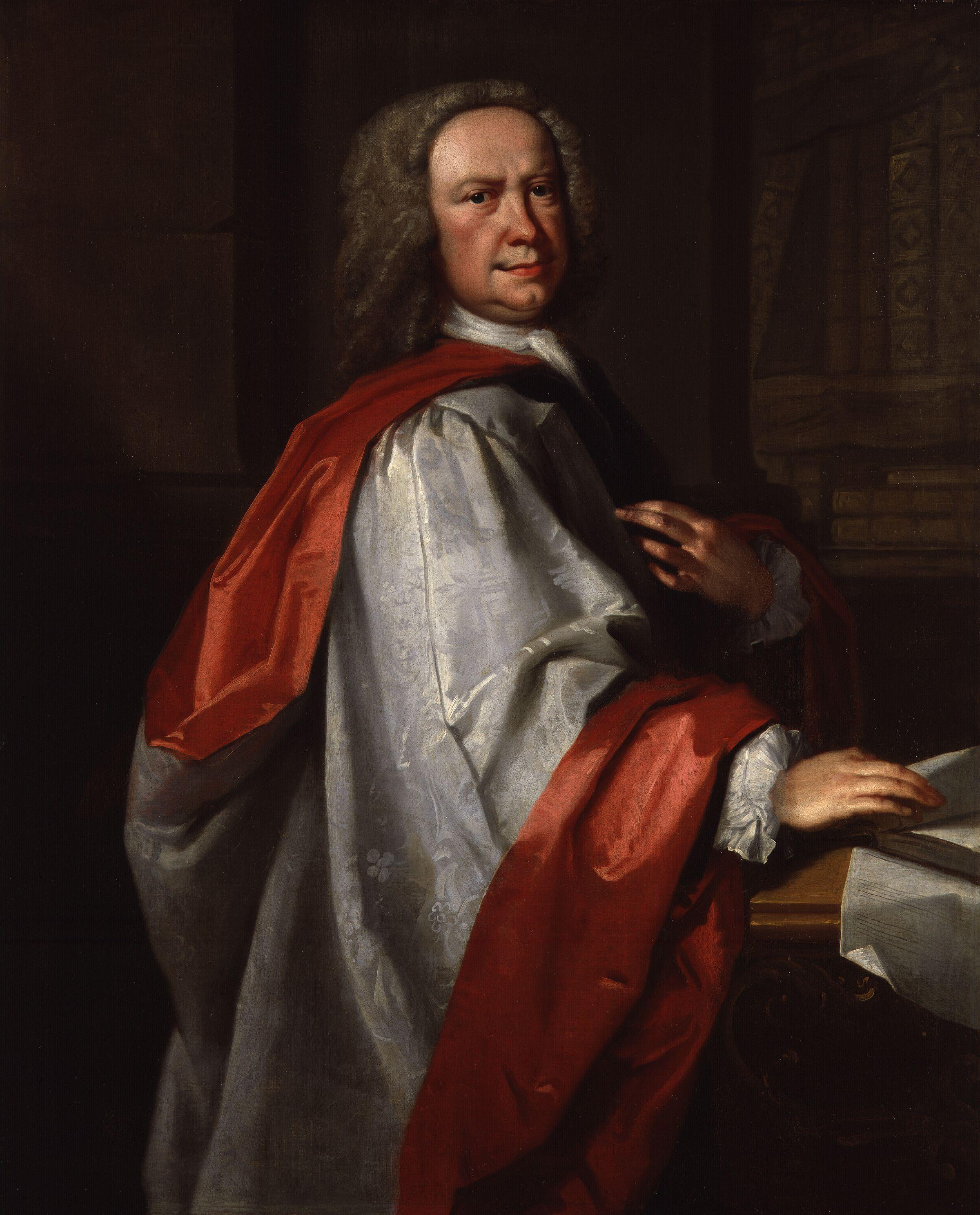
Johann Christoph Pepusch

Johann Christoph Pepusch (* 1667 in Berlin; † 20. Julijul. / 31. Juli 1752greg. in London) war ein international tätiger Komponist, Musiker, Lehrer und Musikwissenschaftler.

## Leben und Wirken
Johann Christoph Pepusch wurde 1667 als Sohn eines Pfarrers in Berlin geboren. Hier erhielt er seine erste musikalische Ausbildung, bevor er im Alter von 14 Jahren eine Stellung bei Hof antrat, die er 1698 kündigte. Die Ursache war seine Empörung über die Hinrichtung eines Offiziers ohne Gerichtsverfahren, der er beiwohnte. Pepusch ging zunächst nach Amsterdam. 1704 etablierte er sich in London, publizierte aber weiterhin bis etwa 1718 in Holland.
In London wirkte Pepusch als Bratschist, schon bald auch als Komponist, Theaterdirektor, Musiktheoretiker und Organist. 1710 war er Mitbegründer der Academy of Ancient Music und der Madrigal Society, die sich der Erforschung und Aufführung der Musik vergangener Epochen, insbesondere des Elisabethanischen Zeitalters, widmete. Zwischen 1710 und 1730 gab Pepusch eine große Zahl eigener Werke in Druck. 1713 avancierte er zum Doktor der Musik an der Universität zu Oxford.
Sein Werkverzeichnis umfasst Kompositionen aller Gattungen, von der Kammersonate für die unterschiedlichsten Instrumente über Lieder, Kantaten, Sinfonien bis zur Oper. Die letzten beiden Jahrzehnte seines Lebens widmete er sich seinen Studien der Alten Musik.
Die englische Musikwissenschaft bezeichnet Johann Christoph Pepusch als bedeutenden Lehrer. Zu seinen Freunden und Schülern (unter anderem William Boyce, John Travers, Johan Helmich Roman und Benjamin Cooke) gehörten die herausragendsten Musiker seiner Zeit. Nicht zuletzt durch seine Initiativen entwickelte sich England zu einer Forschungsstätte für Alte Musik. Die von ihm und durch seinen Einfluss gegründeten Institutionen setzten sich auch noch für die Pflege älterer Werke ein, als auf dem Kontinent ausschließlich Musik des späten 18. und frühen 19. Jahrhundert gespielt wurde.
Pepusch war verheiratet mit der seinerzeit berühmten Sängerin Margherita de L’Épine, die auch in manchen seiner Bühnenwerke auftrat.

## Werk

### „The Beggar’s Opera“
Es wird kolportiert, The Beggar’s Opera („Des Bettlers Oper“, Musik von Pepusch, Text von John Gay) habe 1728 dem Opernbetrieb Händels den Todesstoß versetzt, was wahrscheinlich zu stark vereinfacht ist, da mehr als ein Grund in Frage kommt. Man muss aber auch berücksichtigen, dass Händels Opernbetrieb ein rein privatwirtschaftliches Unternehmen war. Händel produzierte noch bis 1741 Opern, in einem deutlich bescheideneren Rahmen, bevor er sich gänzlich auf Oratorien verlegte, die ebenso wie The Beggar’s Opera ohne teure Kulissen auskamen, dem Opernkomponisten aber genügend Gelegenheit gaben, sich auszuleben.
Es müssen noch andere Faktoren im Spiel gewesen sein, die Händels Opernbetrieb erschwerten. Es bleibt allerdings richtig, dass in dem Singspiel, das zwischen Musical, Kabarett und der Posse mit Gesang steht, nicht die Helden der Vorzeit oder Schäfer und Nymphen agierten, sondern einfache Leute von der Straße. An sich handelt es sich dabei um ein bewährtes satirisches Verfahren, und das Publikum erkannte hier seine Politiker wieder. Die genau 200 Jahre später von Bertolt Brecht geschriebene Dreigroschenoper basiert auf dem Text von John Gay, die Musik von Kurt Weill ist, mit einer Ausnahme (der Morgenchoral des Peachum wurde aus The Beggar’s Opera übernommen), eine Neuschöpfung.
Pepusch kommt mit einfachen musikalischen Mitteln aus. Die französische Ouvertüre ist lediglich ein vierstimmiger Satz. An Stelle der Arien finden sich meist bekannte schottische Volkslieder mit einem unbezifferten Bass.

### Kammermusik
Auch in der Kammermusik schlägt Pepusch oft den Volkston an, vor allem in den Gigues, die meist den Abschluss einer Sonate bilden. Dabei werden Tänze nicht als solche bezeichnet, sondern nur durch Angabe von Takt und Tempo charakterisiert. In Pepuschs Kammermusik stimmt die vom Komponisten (Verlag) angegebene Besetzung nicht immer mit den tatsächlich verwendbaren Instrumenten überein, so in den Concerti op. 4, ausgewiesen für 2 Blockflöten, 2 Querflöten und Basso continuo. Die Blockflöte spielt in Pepuschs Werk eine sehr bedeutende Rolle.
Bemerkenswert sind auch die englischen Kantaten über Texte frühaufklärerischer englischer Dichter. Sie bilden konzeptionell einen echten Gegenpol zu Händels Deutschen Arien.

## Kompositionen (Auswahl)
- Op. 1: 6 Sonatas or Solos for the Flute with a through Bass for the Harpsicord (Amsterdam 1705–1706; London 1707)
- Op. 2: 6 Solos for the Flute with a thorough Bass for the Bassoon, Bass-Flute or Harpsicord (London 1709)
- Op. 8: 6 Concerts à 2 Flûtes à Bec, 2 Flûtes traversieres Haubois ou Violons & Basse continue (Amsterdam ca. 1717–1718)
- Prelude in Select Preludes or Volentarys for the Violin by the most eminent Masters in Europe (London 1705)
- 24 Solos for a Violin with a through Bass for the Harpsicord or Bass Violin (London ca. 1706)
- Chaconne in Clavierstücke mit einem practischen Unterricht für Anfänger und Geübtere (Berlin 1762–1763)
- weitere Werke in Manuskripten und englischen Sammeldrucken